# Bezzia texensis
Bezzia texensis är en tvåvingeart som beskrevs av Wirth och Eileen D. Grogan 1983. Bezzia texensis ingår i släktet Bezzia och familjen svidknott.
Artens utbredningsområde är Texas. Inga underarter finns listade i Catalogue of Life.